# Всё лето в один день
«Всё лето в один день» (англ. All Summer in a Day) — фантастический рассказ американского писателя Рэя Брэдбери. Впервые опубликован в марте 1954 года в журнале The Magazine of Fantasy and Science Fiction.

## Сюжет
Действие происходит в школе на Венере. Солнце здесь можно увидеть один раз в семь лет, а в остальное время идут дожди. Всем детям, описанным в рассказе, по девять лет, и из них почти никто не помнит, как выглядит Солнце. Кроме девочки Марго: она прилетела на Венеру пятью годами ранее, до этого жила в Огайо, поэтому помнит Солнце и часто о нём рассказывает. Остальные одноклассники считают её зазнайкой, не любят и сторонятся её. И в тот день, когда Солнце должно было появиться всего на два часа, одноклассники запирают Марго в чулане и забывают о ней. Выходит солнце, дети, зачарованные невиданным доселе новым зрелищем, играют в солнечных лучах. Вскоре тучи закрывают небо, и они понимают, что следующие семь лет им предстоит прожить в тоске и сыром мраке. А ещё вспоминают, что заперли Марго в чулане и, не говоря ни слова, выпускают её.

## Экранизации
- По мотивам рассказа в 1982 году снят одноимённый короткометражный фильм[1].